# Duncan McPhee
Duncan McPhee (* 17. Oktober 1892 in Paisley; † 22. September 1950 ebd.) war ein britischer Mittel- und Langstreckenläufer.
Bei den Olympischen Spielen 1920 in Antwerpen erreichte er im Finale über 1500 m nicht das Ziel. Im 3000-Meter-Mannschaftslauf gehörte er zum britischen Team, das Silber gewann, erreichte aber im Finale nicht das Ziel, nachdem er im Vorlauf Zweiter in der Einzelwertung war.
1922 wurde er Englischer Meister im Meilenlauf.

## Persönliche Bestzeiten
- 1500 m: 4:07,2 min, 18. August 1920, Antwerpen
- 1 Meile: 4:22,8 min, 4. Juli 1914, London